# Ammo (musicista)
Ammo, pseudonimo di Joshua Coleman (Baltimora, 14 maggio 1987), è un produttore discografico e musicista statunitense.
Nel corso della sua carriera, iniziata nella seconda metà degli anni 2000, ha collaborato come autore e/o produttore con Jordin Sparks, Pitbull, Kesha, Miranda Cosgrove, Britney Spears, Katy Perry, Adam Lambert, Leona Lewis, Jessie J, Selena Gomez, Mike Posner, Sean Paul, Beyoncé, Jason Derulo, Maroon 5, R. Kelly, Flo Rida, Dillon Francis, Rixton e Fifth Harmony.